# Escut de Pontons

Escut oficial de Pontons

L'escut de Pontons representa dos «pontons», o petits ponts, com a senyal parlant referent al nom del poble, i un bàcul d'abat en al·lusió als abats de Santes Creus, senyors del castell local des del 1271. El terme de Pontons fou del monestir de Santes Creus fins a l'abolició de les senyories al segle xix.
Probablement la forma «Pontons», registrada al segle x, és un diminutiu plural de pont, en relació amb els torrents que solquen el terme.

## Escut heràldic
L'escut té el següent blasonament oficial:
| « | Escut caironat: d'atzur, un bàcul d'abat d'or posat en pal acompanyat de dos ponts abscissos de 2 ulls d'argent, un a cada costat. Per timbre, una corona mural de poble. | » |

Va ser aprovat el 3 d'octubre de 1989 i publicat al DOGC el 18 d'octubre del mateix any amb el número 1208.

## Bandera de Pontons
La bandera de Pontons incorpora els símbols heràldics, transformant el bàcul d'abat en un pal. Té la següent descripció oficial:
| « | Bandera apaïsada, de proporcions dos d'alt per tres de llarg, blau clar, amb un pal groc, de gruix 1/9 de l'amplària del drap, al centre, i amb els dos ponts de dos ulls de l'escut, cadascun d'alçària 1/3 de la del drap i llargària 3/11 de la del mateix drap, al centre de cadascuna de les dues parts blaves del camper. | » |

Va ser aprovada el 10 d'octubre de 2013 i publicada al DOGC el 28 d'octubre del mateix any amb el número 6489.